# Arvis Vilkaste
Arvis Vilkaste (Balvi, URSS, 8 de abril de 1989) es un deportista letón que compite en bobsleigh en la modalidad cuádruple. 
Participó en dos Juegos Olímpicos de Invierno, obteniendo una medalla de oro en Sochi 2014, en la prueba cuádruple (junto con Oskars Melbārdis, Daumants Dreiškens y Jānis Strenga) y el quinto lugar en Pyeongchang 2018, en la misma prueba.
Ganó tres medallas en el Campeonato Mundial de Bobsleigh entre los años 2015 y 2019, y tres medallas en el Campeonato Europeo de Bobsleigh entre los años 2015 y 2019.

## Palmarés internacional
| Juegos Olímpicos   | Juegos Olímpicos      | Juegos Olímpicos  | Juegos Olímpicos |
| Año                | Lugar                 | Medalla           | Prueba           |
| ------------------ | --------------------- | ----------------- | ---------------- |
| 2014               | Sochi (Rusia)         | Medalla de oro    | Cuádruple        |
| Campeonato Mundial |                       |                   |                  |
| Año                | Lugar                 | Medalla           | Prueba           |
| 2015               | Winterberg (Alemania) | Medalla de bronce | Cuádruple        |
| 2016               | Igls (Austria)        | Medalla de oro    | Cuádruple        |
| 2019               | Whistler (Canadá)     | Medalla de plata  | Cuádruple        |
| Campeonato Europeo |                       |                   |                  |
| Año                | Lugar                 | Medalla           | Prueba           |
| 2015               | La Plagne (Francia)   | Medalla de oro    | Cuádruple        |
| 2016               | Sankt Moritz (Suiza)  | Medalla de bronce | Cuádruple        |
| 2019               | Königssee (Alemania)  | Medalla de plata  | Cuádruple        |